# Вулиця Дениса Лукіяновича (Тернопіль)
Вулиця Дениса Лукіяновича — вулиця в мікрорайоні «Промисловий» міста Тернополя. Названа на честь українського письменника і літературознавця Дениса Лукіяновича.

## Відомості
Розпочинається від вулиці Бродівської, пролягає на схід до вулиці Промислової, де і закінчується. На вулиці розташовані декілька багатоквартирних будинків та промислові будівлі.

## Транспорт
На вулиці знаходяться 4 зупинки громадського транспорту, до яких курсують автобус №21 та тролейбус №7.

## Освіта
- ТНТУ, корпус №11

## Промисловість
В кінці вулиці розташований комбайновий завод, який донедавна виготовляв сільськогосподарську техніку.